# Orde van de Hollandse Tuin
De Orde van de Hollandse Tuin is gesticht door Willem van Oostervant in 1387, de latere graaf Willem VI van Holland en Zeeland. Als politieke orde moest het dienen als tegenhanger van de ridderorde van zijn vader graaf Albrecht van Henegouwen, Holland en Zeeland. Willem kende de orde vooral toe aan edelen uit de Hoekse partij.
Na het overlijden van Willem VI in 1417 is de orde voortgezet door zijn dochter gravin Jacoba van Beieren tot aan haar overlijden in 1436. Hierna werd de orde niet meer verstrekt: de orde hing te veel samen met de persoon Willem VI en was voor volgende machthebbers dus niet meer interessant.
In de heraldiek is een Hollandse tuin een omheining of haag met een toegangshek. De herkomst is volgens de 18e-eeuwse historicus Cornelis van Alkemade een zegel, uitgegeven in 1406 door graaf Willem VI van Holland na het beleg van Hagestein tijdens de Arkelse Oorlogen dat symbool zou staan voor bepaalde rechten en vrijheden voor de burgers. Het is echter niet zeker of dit de juiste verklaring is.
Het versiersel dat de leden van de orde kregen, was er in drie varianten: goud, verguld zilver en zilver. Van de gouden versie zijn er door Willem tien uitgedeeld, waaronder Willem VI zelf en zijn echtgenote Margaretha van Bourgondië. Ook de hertogen van Gelre en Lancaster bezaten een gouden versiersel. Jacoba verstrekte er in haar regeerperiode ook nog eens tien.
Tegenwoordig sinds 2025  bestaat ook nog een stichting van de Orde van de Hollandse Tuin in Nederland, deze ingesteld om het cultuur historisch erfgoed te behouden.